# Khalid Bouzid
Khalid Bouzid Stitou (in arabo بوزيد خالد‎?; Barcellona, 20 aprile 1998) è un giocatore di calcio a 5 marocchino con cittadinanza spagnola, campione africano con la nazionale marocchina nel 2024.

## Carriera

### Club
Bouzid entra nel settore giovanile del Barcellona a 15 anni; a partire dalla stagione 2016-17 milita nella seconda squadra della società catalana, iscritta al campionato di Segunda División, finché nell'estate del 2019 si trasferisce al SC García con cui debutta nella massima serie. Nel lustro successivo diventa gradualmente uno tra i punti di forza della società colomense tanto da convincere il Barcellona a ricomprarne il cartellino. Tuttavia, la militanza di Bouzid nei blaugrana dura appena una stagione, poiché l'estate seguente viene ceduto al Manzanares.

### Nazionale
Nato in Spagna da genitori originari di Tangeri, Bouzid ha optato fin dagli esordi per la Nazionale maschile di calcio a 5 del Marocco. Con la selezione magrebina ha vinto la Coppa d'Africa 2024 e partecipato a due edizioni della Coppa del Mondo.

## Palmarès

### Club
- Segunda División: 1
Barcellona B: 2016-2017

### Nazionale
- Coppa d'Africa: 1
Marocco 2024